# Сыга (приток Чепцы)
Сыга (устар. Ваебыж, удм. Ваёбыж «ласточка», рус. Сыга, Ваебыжка) — река в Глазовском районе Удмуртии, левый приток Чепцы.
Длина реки составляет 27 км, водосборная площадь — 126 км². Река начинается с небольшого пруда в бывшей деревне Качка. Протекает сначала на северо-восток, после деревни Порпиево поворачивает на северо-запад. Впадает в Чепцу напротив деревни Нижняя Богатырка, образуя пойменное приустьевое озеро Колупеиха. Река имеет несколько мелких притоков, крупнейшими из которых являются Карсовайка и Сыга.
На реке расположены населённые пункты Сергеевка, Порпиево и Штанигурт; нижнее течение реки находится на территории города Глазова.

## Бассейн
(от устья)
- Малая Сыга
  - Дегляшур
  - Сырьяч
- Карсовайка
  - Петашурка
  - Чумошурка
- Кляповка
- Педонвайка

## Данные водного реестра
По данным государственного водного реестра России относится к Камскому бассейновому округу, водохозяйственный участок реки — Чепца от истока до устья, речной подбассейн реки Вятка. Речной бассейн реки — Кама.